# Gargan (tramway d’Île-de-France)
Gargan vasútállomás Franciaországban, Les Pavillons-sous-Bois településen.

## Vasútvonalak
Az állomást az alábbi vasútvonalak érintik:
- Bondy–Aulnay-sous-Bois-vasútvonal
- 4-es villamos

## Kapcsolódó állomások
A vasútállomáshoz az alábbi állomások vannak a legközelebb:
- Les Pavillons-sous-Bois (Bondy, 4-es villamos)
- Lycée Henri Sellier (Aulnay-sous-Bois (tram), 4-es villamos)
- République - Marx Dormoy (Hôpital de Montfermeil, 4-es villamos)